# 소호 (오피스)

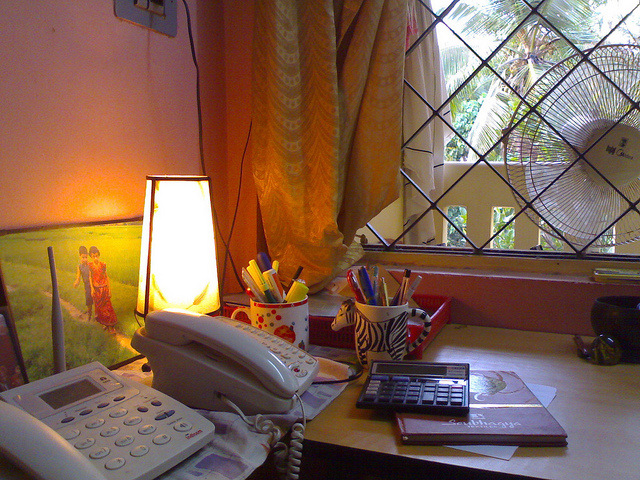
2010년대 초반 인도에 위치한 소호

소호(영어: small office/home office, single office/home office, SOHO)는 1명에서 10명 정도가 일하는 작은 회사를 말한다. 첨단통신기기나 사무기기로 최적의 업무 환경을 갖춘 작은 사무실 또는 SOHO Business Center와 컴퓨터, 인터넷 등 정보통신의 발달로 가능하게 된, 자택에서 소규모 인원이 PC통신이나 인터넷 등을 활용하여 자신의 비즈니스를 주체적으로 전개하는 지적 소규모 사업장이다. '소호(SoHo)'라는 낱말은 20세기 말 미국의 사무용품 판매업자가 쓰기 시작하여 퍼졌다.
소호 'Small Office Home Office'의 줄임말인 SOHO는 작은 사무실이나 집(자택 사무실)에서 별도의 인력이나 자본없이 돈을 버는 소규모 사업형태를 의미한다. SOHO, 특히 SO(Small Office)의 개념은 나라마다 다를 수 밖에 없다. 땅이 넓은 미국에서는 일반적으로 1명에서 1백명 전후의 사업조직을 SOHO라 하고 홈 호피스 형태의 독립소호는 특별히 '텔레워커(Teleworker)'라고 부른다.
SOHO가 각광받고 있는 이유는 정보통신기술의 발달로 컴퓨터 통신, 팩스 등의 기기가 대중화되어 적은 비용으로 집안에 네트워크 기기를 갖출 수 있게 되었기 때문이며, 또 다운사이징 등 경영혁신으로 사무직 직원이 대량 해고되고 사무실 공간이 대폭 축소되었다는 점 등을 들 수 있다.

## 같이 보기
- 리모트 워크(텔레워크)

### 관련 기업
```
* 
슈가맨워크
```